# Jammin' in Hi-Fi with Gene Ammons
Jammin' in Hi-Fi with Gene Ammons è un album di Gene Ammons, pubblicato dalla Prestige Records nel 1957. I brani furono registrati il 12 aprile 1957 al Van Gelder Studio di Hackensack, New Jersey (Stati Uniti).

## Tracce
Lato A
1. The Twister – 12:12 (Mal Waldron)
2. Four – 13:01 (Miles Davis)

Lato B
1. Pennies from Heaven – 13:00 (Johnny Burke, Arthur Johnston)
2. Cattin' – 11:59 (Mal Waldron)

## Musicisti
- Gene Ammons - sassofono tenore
- Jackie McLean - sassofono alto
- Idrees Sulieman - tromba
- Kenny Burrell - chitarra
- Mal Waldron - pianoforte
- Paul Chambers - contrabbasso
- Art Taylor - batteria